# Liste des cathédrales d'Angola
Cet article recense les cathédrales d'Angola.

## Liste
Cathédrales de l’Église catholique romaine :
- la cathédrale Notre-Dame-de-Fátima de Benguela ;
- la cathédrale Notre-Dame-Reine-du-Monde de Cabinda (en) ;
- la cathédrale Sainte-Anne de Caxito (pt) ;
- la cathédrale Notre-Dame-de-l’Immaculée-Conception de Dundo (pt) ;
- la cathédrale Notre-Dame-de-l’Immaculée-Conception de Huambo ;
- la cathédrale Saint-Laurent de Kuito (pt) ;
- la cathédrale Saint-Sauveur ou « Notre-Dame-des-Remèdes », à Luanda ;
- la cathédrale Saint-Joseph de Lubango ;
- la cathédrale Notre-Dame-de-l’Assomption de Luena (pt) ;
- la cathédrale Notre-Dame-de-l'Assomption de Malanje ;
- la cathédrale Notre-Dame-de-l’Immaculée-Conception de Mbanza-Kongo ;
- l’ancienne cathédrale Saint-Sauveur « du Congo », à Mbanza-Kongo (pt) ;
- la cathédrale Notre-Dame-de-Fátima de Menongue (pt) ;
- la cathédrale Saint-Pierre de Namibe (pt) ;
- la cathédrale Saint-Jean-Baptiste de Ndalantando (pt) ;
- la cathédrale Notre-Dame-des-Victoires d’Ondjiva (pt) ;
- la cathédrale Notre-Dame-de-l’Assomption de Saurimo ;
- la cathédrale Notre-Dame-de-l’Immaculée-Conception de Sumbe (pt) ;
- la cathédrale Notre-Dame-de-l’Immaculée-Conception d’Uíge (pt) ;
- la cathédrale Saint-François-d’Assise de Viana (en).